# أرلين ديكنسون
أرلين ديكنسون هي رائدة أعمال كندية، ولدت في 8 أكتوبر 1956 في جرميستون في جنوب أفريقيا.

## وصلات خارجية
- الموقع الرسمي
- أرلين ديكنسون على موقع IMDb (الإنجليزية)